# Castell d'Espadella
El castell d'Espadella és una fortalesa ubicada al terme municipal d'aquesta població de la comarca valenciana de l'Alt Millars. Es troba al sud del nucli urbà, al damunt de la Penya Saganta (546 m, el cim de la muntanya s'eleva fins als 723 m d'altitud) que domina la vila. És un Bé d'Interés Cultural.
És un castell d'origen islàmic, que aprofitava una posició estratègica per dominar el paratge que s'obre en aquest tram del riu Millars.
Actualment, la fortalesa es troba prou deteriorada. Tot i així, encara es pot observar part de la torre major i algunes restes de les muralles que el rodejaven.